# Paul Demetrius von Kotzebue
Paul Demetrius Graf von Kotzebue (en ruso: Па́вел Евста́фьевич Коцебу́, Pável Evstáfievich Kotsebú; 10 de agosto de 1801 - 19 de abril de 1884) fue un general y estadista germano-ruso que estuvo al servicio del Imperio ruso. Uno de los 18 hijos del famoso dramaturgo alemán August von Kotzebue, P. D. Kotzebue fue más notorio por su carrera militar, especialmente durante la Guerra de Crimea en que se ganó una reputación como comandante capaz y de orden. Sin embargo, Kotzebue ha sido criticado por los historiadores rusos por ser muy germanófilo y por tener cierto nivel de condescendencia hacia los rusos por ser alemán.
Además de sus logros, fue elevado a conde en 1874. Fue Gobernador General de Novorossiysk-Besarabia y comandante del Distrito Militar de Odesa entre 1862 y 1874, y también Gobernador General de Varsovia y comandante del Distrito Militar de Varsovia entre 1874 y 1880.
Que los alemanes como Kotzebue ocuparan los más altos puestos en la Polonia del Congreso no era extraño:
"los alemanes en Rusia se destacaron por el tradicional orden, disciplina, frugalidad y cálculo alemanes. Los alemanes en altos puestos de gobierno se destacaron por su eficiencia e incorruptibilidad, ambas características en agudo contraste con los oficiales rusos."